# Старч (деревня)
Старч (бел. Старч) — упразднённая деревня в Хойникском районе Гомельской области Беларуси. Входила в состав Великоборского сельсовета. В связи с радиационным загрязнением после катастрофы на Чернобыльской АЭС жители переселены в чистые места.

## История
Впервые Старч упомянут в связи с возведением тут церкви Рождества Богородицы в 1746 году. Далее имеются сведения о том, что в продолжение 1778—1787 гг. в местной униатской церкви не было своего постоянного настоятеля, ибо приход был малолюдным и бедным — всего лишь 40 дворов (×6 — около 240 человек, очевидно, не только жителей Старча). В деле о дворянстве рода Оскерко Старч назван в числе селений, принадлежавших пану Богуславу, который составил тестамент сыновьям в 1782 г.
В 1897 году на месте современной деревни существовали: фольварк Старча (Мутижар), собственность Оскерко, и слобода Старча на земле Оскерко, 9 дворов, 72 жителя в составе Автюкевичской волости Речицкого уезда Минской губернии. В 1909 году поместье Старч и хутора.
В 1917 году хутора на месте бывшего поместья насчитывали 28,5 десятин земли. С 8 декабря 1926 года деревня (согласно другим источникам, хутора) находились в составе Мутижарского сельсовета Юровичского района Речицкого, с 9 июня 1927 года Мозырского округов, с 10 ноября 1927 года в Хобненском сельсовете того же района и округа. В 1931 году в деревне открыта школа и создан колхоз «Новый Старч». В 1932 году колхоз насчитывал 38 семей колхозников 146 га земли. В 1959 году деревня, в Великоборском сельсовете.

## Население

### Численность
- 2004 год — жителей нет.

### Динамика
- 1897 год — 14 жителей (согласно переписи).
- 1909 год — в поместье, 3 жителя, на хуторах 23 хозяйства, 199 жителей.
- 1917 год — 12 хозяйств, 68 жителей.
- 1926 год — 21 двор, 105 жителей.
- 1932 год — 38 семей.
- 1959 год — 88 жителей (согласно переписи).
- 1970 год — 67 жителей.
- 2004 год — жителей нет.